# 荒川遊園地前停留場
荒川遊園地前停留場（あらかわゆうえんちまえていりゅうじょう）は、東京都荒川区西尾久にある東京都交通局都電荒川線（東京さくらトラム）の停留場である。駅番号はSA 12。
当停留場の名称は、付近にある遊園地「あらかわ遊園」に因む。

## 歴史
- 1913年（大正2年）4月1日：王子電気軌道三ノ輪（現・三ノ輪橋） - 飛鳥山下（現・梶原）間開業時に荒川遊園前停留場として開業。
- 1939年（昭和14年）9月1日：尾久六丁目停留場に改称。
- 1942年（昭和17年）2月1日：王子電気軌道の東京市への事業譲渡により、東京市電（現・東京都電車）荒川線の停留場となる。
- 1965年（昭和40年）9月15日：住居表示実施に伴い、西尾久七丁目停留場へ改称。
- 1983年（昭和58年）：荒川遊園地前停留場へ改称。

## 停留場構造
相対式ホーム2面2線を有する地上停留所である。
| 乗車ホーム | 路線                            | 方向 | 行先         |
| ---------- | ------------------------------- | ---- | ------------ |
| 北側       | 都電荒川線 （東京さくらトラム） | 上り | 三ノ輪橋方面 |
| 南側       | 都電荒川線 （東京さくらトラム） | 下り | 早稲田方面   |

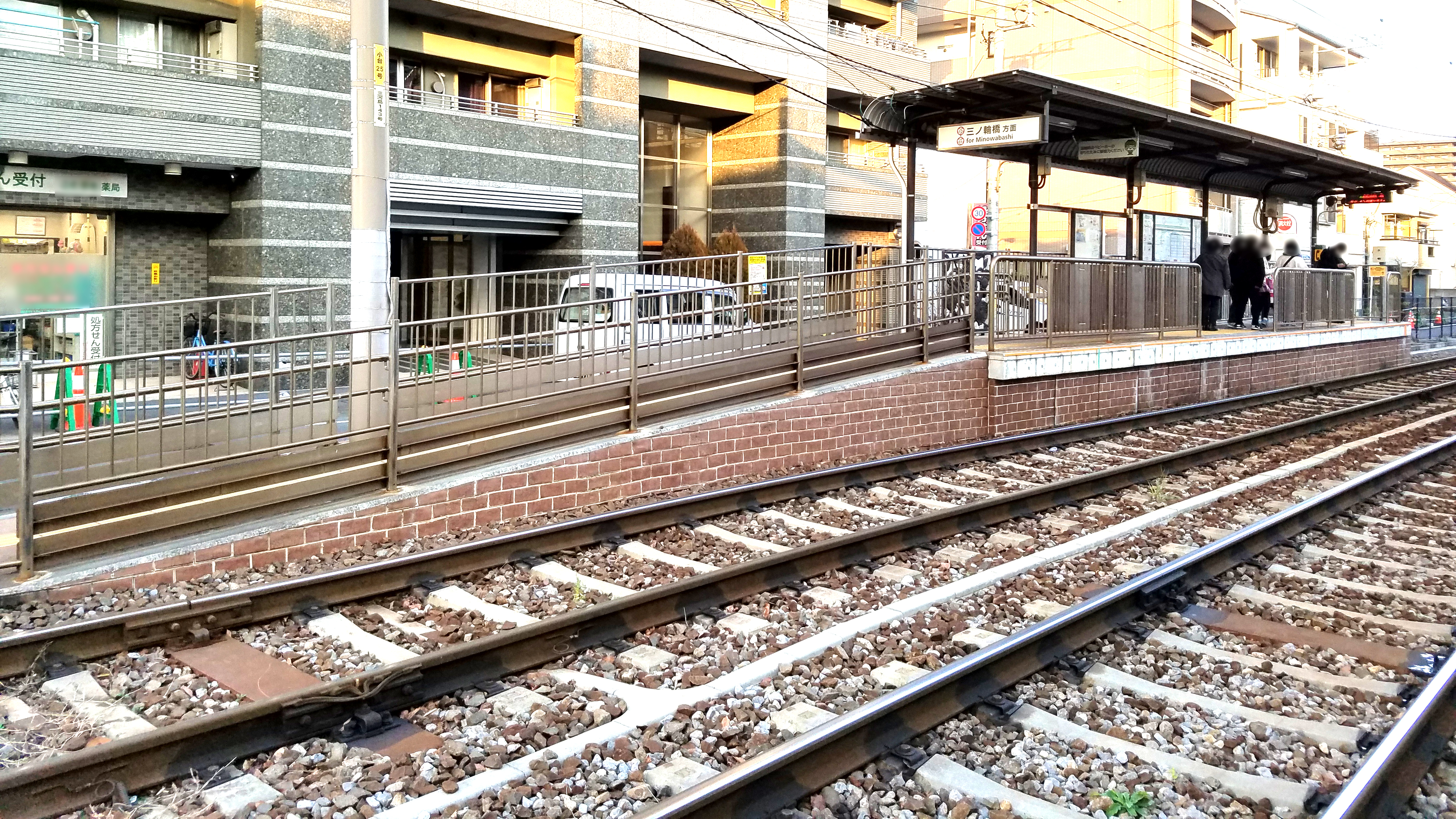
三ノ輪橋方面ホーム（2021年2月）
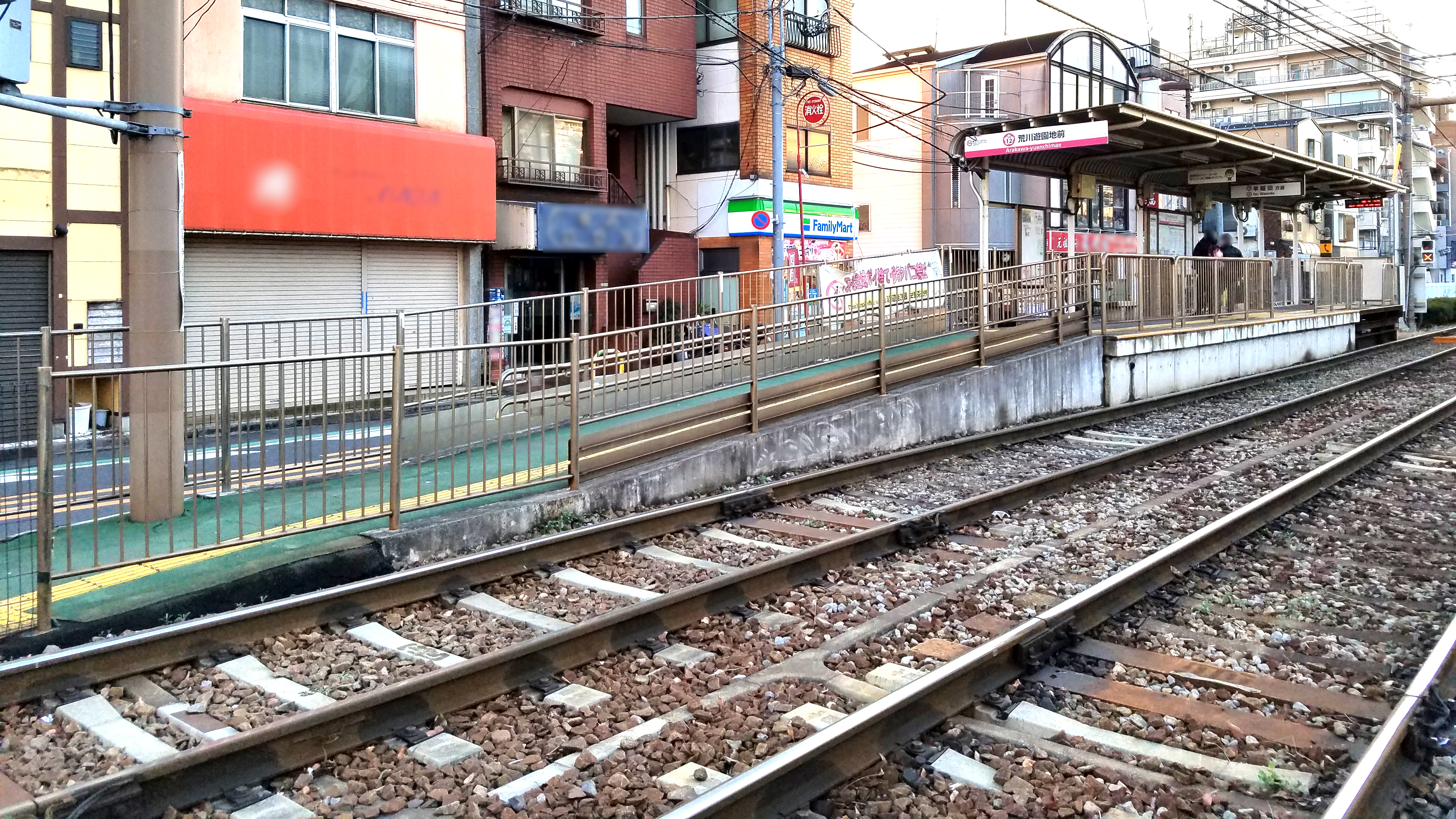
早稲田方面ホーム（2021年2月）

## 停留場周辺
- あらかわ遊園
- あらかわ遊園スポーツハウス[2]
- あらかわ遊園発着場[3]（東京水辺ライン）
- 隅田川
- 延命子育地蔵尊[4]
- 船方神社 - 隅田川沿い、あらかわ遊園の左隣にある。ただし住所は北区堀船になる。
- JR東日本尾久駅

## 隣の停留場
東京都交通局
 都電荒川線（東京さくらトラム）
小台停留場 (SA 11) - 荒川遊園地前停留場 (SA 12) - 荒川車庫前停留場 (SA 13)